# Arthur Kennedy (Bischof)

Wappen von Arthur Leo Kennedy

Arthur Leo Kennedy (* 9. Januar 1942 in Boston, USA) ist ein US-amerikanischer römisch-katholischer Geistlicher und emeritierter Weihbischof in Boston.

## Leben
Arthur Kennedy empfing am 17. Dezember 1966 durch den Rektor des Päpstlichen Nordamerika-Kollegs, Bischof Francis Frederick Reh, das Sakrament der Priesterweihe.
Am 30. Juni 2010 ernannte ihn Papst Benedikt XVI. zum Titularbischof von Timidana und bestellte ihn zum Weihbischof in Boston. Der Erzbischof von Boston, Seán Patrick Kardinal O’Malley OFMCap, spendete ihm und auch Peter Uglietto am 14. September desselben Jahres die Bischofsweihe; Mitkonsekratoren waren die Weihbischöfe in Boston, Walter Edyvean und Robert Francis Hennessey.
Am 30. Juni 2017 nahm Papst Franziskus seinen altersbedingten Rücktritt an.